# Emilia Giuliani
Emilia Giuliani (Vienna, 23 aprile 1813 – Pest, 27 novembre 1850) è stata una chitarrista e compositrice italiana.
Era figlia e allieva del chitarrista e compositore Mauro Giuliani (1781-1829), sorella di Michele Giuliani (compositore) (1801-1867), chitarrista, compositore e insegnante di canto al Conservatorio di Parigi, e nipote di Nicolas Giuliani (fl. 1847), maestro di cappella a San Pietroburgo, annesso al servizio dell'Imperatrice di Russia. È stata sposata con il compositore Luigi Guglielmi.
Emilia Giuliani iniziò a pubblicare le sue opere già nel 1834, all'età di 21 anni (Op. 1, Cinque variazioni su un tema di Bellini). Tutte le composizioni di Emilia Giuliani note sono per chitarra. Le sue composizioni furono pubblicate a Milano da Giovanni Ricordi, a Vienna da Artaria e da Josef Weinberger per la seconda edizione dei Preludi pubblicata dopo la sua morte.
.
Fu una delle poche famose compositrici donne del XIX secolo, con Clara Schumann (1819-1896), Fanny Mendelssohn (1805-1847) e Louise Farrenc (1804-1875).